# Bahamas en los Juegos Olímpicos de Seúl 1988
Bahamas estuvo representada en los Juegos Olímpicos de Seúl 1988 por un total de 16 deportistas que compitieron en 5 deportes.  
El portador de la bandera en la ceremonia de apertura fue el regatista Durward Knowles. El equipo olímpico de Bahamas no obtuvo ninguna medalla en estos Juegos.